# Бёрнс продаёт электростанцию
«Burns Verkaufen der Kraftwerk» (с нем. — «Бёрнс продаёт электростанцию», точный перевод рус. «Бёрнс продажа электростанция») — одиннадцатый эпизод третьего сезона мультсериала «Симпсоны», премьера которого состоялась 5 декабря 1991 года.

## Сюжет
Мистер Бёрнс в один день начинает грустить по поводу того, что его жизнь не такая насыщенная, как ему хотелось. Он жалуется Смитерсу, что контроль над АЭС занимает всё его время, и приходит к мысли, что стоит её продать. В это время Гомеру на работе звонит его брокер, который заявляет, что акции электростанции выросли и он может выручить с их продажи 25 долларов. Гомер с радостью соглашается и пропивает двадцать из них, купив элитное пиво у Мо.
Из-за слухов о продаже АЭС её акции резко возросли. За этим следит весь Спрингфилд, и Мардж посчитала, что их семья может выручить около пяти тысяч долларов. Обрадовавшись, что теперь Лиза сможет получить качественное образование, она тут же разочаровывается, узнав, что Гомер пропил всю свою выручку. Глава семейства узнает, что потерял огромные деньги, преждевременно скинув акции, и приходит в отчаяние. На следующий день все сотрудники АЭС, кроме Гомера, приезжают на работу на новых автомобилях.
Тем временем электростанцией заинтересовались два немецких бизнесмена, которые в итоге выкупают её у мистера Бёрнса за 100 миллионов долларов. Ужаснувшись обстановкой на АЭС, они решают провести чистку кадров, и в итоге увольняют лишь Гомера за его вопиющую некомпетентность. Симпсоны в отчаянии из-за того, что они потеряли единственный источник дохода, и им приходится на всём экономить.
Однако мистер Бёрнс, проводя время в таверне Мо, замечает, что после продажи АЭС никто из его бывших подчинённых больше не боится его, и, одержимый идеей вернуть свой былой авторитет, выкупает станцию обратно за полцены и восстанавливает Гомера.